# Austroicetes cruciata
Austroicetes cruciata är en insektsart som först beskrevs av Henri Saussure 1888.  Austroicetes cruciata ingår i släktet Austroicetes och familjen gräshoppor. Inga underarter finns listade i Catalogue of Life.